# Witte schimmel
Witte schimmel is een term die in eerste instantie werd gebruikt voor nieuwbouwprojecten met van witte stenen gebouwde of witgepleisterde huizen aan de rand van dorpen. Nu is het een wijdverbreide kwalificatie van bebouwing op het platteland die contrasteert met het oorspronkelijke bebouwingspatroon. De term wordt gebruikt om aan te geven dat men dergelijke nieuwbouw als identiteitsloos, eentonig en kleurloos ervaart. In andere woorden: deze nieuwbouw tast het dorpsgezicht aan zoals een schimmel een oppervlakte aantast. Aan een dorp wordt een wijk 'vastgeplakt'.
In 2007 heeft de Nederlandse minister Cramer van Volksgezondheid, Ruimtelijke Ordening en Milieubeheer (VROM) deze kwalificatie ook toegekend aan oprukkende bedrijventerreinen. Zij reageerde daarmee op het pleidooi van de Stichting Natuur en Milieu en de provinciale milieufederaties om de verkwisting van de openbare ruimte een halt toe te roepen. Het zou beter zijn bestaande maar verpauperende bedrijventerreinen te herstructureren en te verbeteren, dan steeds maar weer nieuwe terreinen aan te leggen.